# Colonia Francisco I. Madero, Huatusco
Colonia Francisco I. Madero är en ort i Mexiko.   Den ligger i kommunen Huatusco och delstaten Veracruz, i den sydöstra delen av landet, 230 km öster om huvudstaden Mexico City. Colonia Francisco I. Madero ligger 1 340 meter över havet och antalet invånare är 560.
Terrängen runt Colonia Francisco I. Madero är huvudsakligen kuperad, men åt sydost är den bergig. Terrängen runt Colonia Francisco I. Madero sluttar österut. Runt Colonia Francisco I. Madero är det tätbefolkat, med 276 invånare per kvadratkilometer. Närmaste större samhälle är Huatusco de Chicuellar, 4,0 km nordost om Colonia Francisco I. Madero. I omgivningarna runt Colonia Francisco I. Madero växer i huvudsak städsegrön lövskog.